# Lommersum
Lommersum este o localitate care aparține de comuna Weilerswist, districtul Euskirchen din landul Renania de Nord-Westfalia, Germania. Împreună cu satul Bodenheim alcătuiesc o comunitate cu 2.371 loc. La est de Lommersum curge pârâul Mühlengraben, un afluent al Erftului. Localitatea se află la altitudinea de 110 - 150 m deasupra n.m.